# Komoča
Komoča (maďarsky Kamocsa) je obec na Slovensku, v okrese Nové Zámky v Nitranském kraji. Žije v ní 930  obyvatel.
V roce 2011 zde žilo 917 obyvatel. V roce 2001 se 84 % obyvatel hlásilo k maďarské národnosti.